# Mean Girls 2
Mean Girls 2 (Chicas pesadas 2 en Hispanoamérica y Chicas malas 2 en España) es una película estadounidense de 2011 hecha para televisión y dirigida por Melanie Mayron. Se trata de una secuela independiente / spin-off de la película de 2004 Mean Girls. La película fue estrenada el 23 de enero de 2011 por ABC Family con un lanzamiento en DVD el 1 de febrero del mismo año. La película es protagonizada por Meaghan Jette Martin.

## Argumento
Jo es una chica de 17 años de edad que vive con su padre viudo, un mecánico de autos de NASCAR. En su primer día en North Shore High School, se encuentra con las chicas más populares y más snob de la escuela, "Las Pesadas", que son lideradas por Mandi Weatherly, una chica femenina de una familia acomodada; Chastity Meyer, una torpe rubia con una libido violenta que es conocida por sus noviazgos ocasionales con chicos de la escuela; y Hope Plotkin, una chica hipocondríaca que cree que los gérmenes traen la fealdad y la muerte.
Al rato, Jo conoce a Abigail "Abby" Hannover, una artista torturada que vive enfrente de la casa de Mandi. Mandi ve a Jo como una rival, debido a la mayor riqueza de la familia de Abby. De otro lado, Jo también desarrolla una atracción por Tyler Adams, un chico de su clase de carpintería, a pesar de su actitud un tanto machista que impulsa a sus éxitos en la clase. A pesar de los intentos de Jo para evitar a Las Pesadas, el conflicto se desarrolla entre ellas y Abby, que incluye los enfrentamientos personales de ella y Mandi, entre ellos, el vandalismo al auto de Abby dado que Jo la llevo a ella en su motoneta.
Un día, cuando Jo conoce al padre de Abby, Sidney Hannover, un exitoso empresario de las televentas, el se ofrece a pagar la matrícula de la universidad de Jo en gratitud por su amistad con su hija. Jo acepta la oferta y ambas forjan su amistad. Una tarde Jo tiene una cita con Tyler en donde ambos se besan, pero al día siguiente, ella se enoja con él porque Mandi puso una grabadora en el auto de Nick en su cita con el, revelando que es virgen, por lo que Jo piensa que el lo hizo y que es novio de Mandi, provocando que Tyler se enfrente a Nick en la cafetería. A pesar de la ira de Jo cuando descubre esto, un grupo de chicas menos populares le dicen a Jo que desearían haber esperado para besar a alguien como ella lo había hecho, por lo que Jo se sintió mejor, y de paso ellas le dicen que ellos no son nada porque Tyler es el hermanastro de Mandi. Más tarde, ella intensifica su guerra de bromas arruinando el proyecto de carpintería de Jo, haciendo que su aceptación en la Universidad Carnegie Mellon sea denegada, y también arruina con café y edulcorante el motor del auto de Rod, el padre de Jo, lo cual colmó su paciencia confrontandola en un cafe cercano a la escuela.
Para vengarse de Mandi, Jo planea una fiesta en la casa de Abby la misma noche del cumpleaños de Mandi, lo que perjudica el nivel de asistencia a la última. Las Pesadas, ante lo sucedido, planean ponerle unas gotas del medicamento vomitivo de Hope en el pedido de pizza en la casa de Abby, para que todos los invitados vomiten después de consumir la pizza. Luego de recibir el pedido, Jo ve a Hope pagándole al repartidor por añadir el medicamento y decidió deshacerse de la pizza contaminada comprando comida china. Ella y Abby como venganza deciden servirle un pedazo de pizza a Nick Zimmer, novio de Mandi, haciendo que este vomite sobre ella.
Una semana más tarde, Jo, Abby y otra chica marginada llamada Quinn (que es una seguidora de Mandi, y dirige el periódico de la escuela) inician un nuevo grupo llamado "Las Anti-Pesadas" intensificando su guerra contra Las Pesadas, pero a medida que promulgaban una serie de bromas contra ellas, Jo desarrolla una personalidad casi igual a la de Mandi, tanto que amenaza el noviazgo entre Tyler y ella. Un día, cuando Jo trata de devolver el dinero que Sidney Hannover le dio por su amistad con Abby, Mandi ve el encuentro mientras estaba corriendo cerca de su casa, y revela lo sucedido a toda la escuela, lo que hace que Jo pierda la amistad de Abby y su noviazgo con Tyler. Luego Quinn se une a Las Pesadas que, junto con Nick, arman un plan para que Jo sea expulsada. El plan consiste en que Nick y Mandi roban el dinero del baile de graduación y lo colocan en la casa de Jo, para que la saquen de la escuela y así anular su aspiración a la beca de arquitectura, pero antes de irse Jo reta a Mandi a un partido de futbol. 
Entre tanto, Tyler, Abby y Quinn visitan a Jo con tal de demostrar la inocencia de ella con la ayuda de Elliot (interés amoroso de Abby), un hacker que se infiltra en el sistema de cámaras de seguridad del vecino cascarrabias de ella, que instaló cámaras para vigilar lo que sucede en la calle, y de paso cree que el padre de Jo tiene mercancía ilegal. Cuando Elliot decide ayudar a Jo, Abby acepta la invitación de él al baile escolar. El día del juego, Jo sale del camerino de la escuela por la expulsión mientras se alistaba con su equipo para salir al campo. Después de vencer a Las Pesadas en el juego de fútbol, Mandi y Nick son arrestados después de que Elliot consigue las imágenes de ellos cuando colocan el dinero del baile de la escuela en la casa de Jo. Ya en el baile de bienvenida de la escuela, Abby y Elliot son elegidos como reyes del baile, gracias a Jo.
Tiempo después, Mandi y Nick fueron condenados a servicio comunitario en vez de ir a la cárcel, y que ellos se graduaron porque la madre de Mandi donó una nueva biblioteca para la escuela, pero ella nunca recuperó su popularidad. Quinn se convirtió en la nueva líder de Las Pesadas y acordaron poner fin a su guerra con Las Anti-pesadas, que finalmente se disolvieron. Hope por fin superó su miedo a los gérmenes, ya que bebió de una fuente de agua pública, pero un chico estornudó sobre ella, dándole la gripe porcina, jurando superar todos sus miedos. Chastity terminó uniéndose a un club de abstinencia después de aprender el significado de su nombre. Abby y Elliot comienzan una relación que va a la universidad para estudiar arte, mientras que Jo, que recuperó su amistad con Abby, logra recuperar su fondo universitario para la beca y se reconcilió con Tyler, quien asiste a la Universidad Penn State para permanecer cerca de ella.

## Elenco
- Meaghan Jette Martin como Joanna "Jo" Mitchell.
- Maiara Walsh como Amanda "Mandi" Weatherly Adams.
- Jennifer Stone como Abigail "Abby" Hanover.
- Nicole Anderson como Hope Plotkin.
- Claire Holt como Chastity Meyer.
- Diego Boneta como Tyler Adams.
- Anne Lind Betania como Quinn Shinn.
- Tim Meadows como director Ron Duvall.
- Linden Ashby como Vara Mitchell.
- Rhoda Griffis Hannover como Ilene.
- Colin Dennard como Elliot Gold.
- Johnson Patrick como Nick Zimmer.

## Estreno
El tráiler oficial fue publicado el 22 de noviembre de 2010. La película se estrenó por la cadena de televisión ABC Family como "Mean Girls: Double Feature" el 23 de enero de 2011.

## Banda sonora
La banda sonora de la película fue lanzada al mercado por la discográfica Rykodisc y contiene canciones de varios artistas. Ha recibido una calificación de 3.5/5 estrellas en Allmusic.

|     |                           |                                                                           |          |  |  |  |  |  |  |  |
| N.º | Título                    | Intérprete (s)                                                            | Duración |  |  |  |  |  |  |  |
| 1.  | «Hot n Cold»              | Katy Perry                                                                |          |  |  |  |  |  |  |  |
| 2.  | «Wake Up Call»            | Team JEM (Johnny Andrews, Elizabeth Elkins de The Swear y Michael Wilkes) |          |  |  |  |  |  |  |  |
| 3.  | «No Stopping»             | Transcenders con Josef D'Star                                             |          |  |  |  |  |  |  |  |
| 4.  | «Nutmeg»                  | Transcenders                                                              |          |  |  |  |  |  |  |  |
| 5.  | «Favorite Distraction»    | SuperSpy                                                                  |          |  |  |  |  |  |  |  |
| 6.  | «Days Like This»          | Transcenders con Aimee Allen                                              |          |  |  |  |  |  |  |  |
| 7.  | «Addicted»                | Toby Lightman                                                             |          |  |  |  |  |  |  |  |
| 8.  | «Love, Love, Love»        | Hope con Jason Mraz                                                       |          |  |  |  |  |  |  |  |
| 9.  | «Middle Ground»           | Transcenders                                                              |          |  |  |  |  |  |  |  |
| 10. | «So Big»                  | Iyaz                                                                      |          |  |  |  |  |  |  |  |
| 11. | «Body Rock»               | Transcenders con Tracey Amos                                              |          |  |  |  |  |  |  |  |
| 12. | «Better Than Her»         | Matisse                                                                   |          |  |  |  |  |  |  |  |
| 13. | «Obsession»               | Sky Ferreira                                                              |          |  |  |  |  |  |  |  |
| 14. | «Walk of Shame»           | The Like                                                                  |          |  |  |  |  |  |  |  |
| 15. | «Clavy»                   | Transcenders                                                              |          |  |  |  |  |  |  |  |
| 16. | «Ground Level»            | Transcenders                                                              |          |  |  |  |  |  |  |  |
| 17. | «Party Plane»             | Transcenders                                                              |          |  |  |  |  |  |  |  |
| 18. | «The Chase»               | Transcenders                                                              |          |  |  |  |  |  |  |  |
| 19. | «2012 (It Ain't the End)» | Jay Sean con Nicki Minaj                                                  |          |  |  |  |  |  |  |  |
| 20. | «Mon Cheri»               | A.B. O'Neill                                                              |          |  |  |  |  |  |  |  |
| 21. | «Crazy Good»              | Juliana Joya                                                              |          |  |  |  |  |  |  |  |
| 22. | «I Know»                  | Kimberly Cole                                                             |          |  |  |  |  |  |  |  |

## Recepción
Hillary Busis de Entertainment Weekly ha tenido una opinión negativa hacia la película, refiriéndose a ella como una "Velada, remake de bajo presupuesto del golpe de 2004, con la que comparte solamente el nombre."